# Dynamite Dan
Dynamite Dan ist ein Computerspiel des britischen Entwicklerstudios und Publishers Mirrorsoft aus dem Jahr 1985. Das Jump-’n’-Run-Spiel erschien für die Heimcomputer Commodore 64, MSX, Schneider CPC und ZX Spectrum.

## Handlung
Der böse Dr. Blitzen hat Pläne für einen Todesstrahl entwickelt, mit dem er die Welt unterjochen will. Dynamite Dan hat die Aufgabe, die auf einem Berg gelegene Villa des Schurken zu infiltrieren und die Pläne sicherzustellen. Zu Beginn des Spiels ist Dynamite Dan mit einem Luftschiff auf dem Dach von Dr. Blitzens Versteck gelandet. Ziel ist es, acht an zufälligen Stellen versteckte Dynamitstangen zu finden, mit diesen Dr. Blitzens Safe aufzusprengen und mit den darin aufbewahrten Plänen zu entkommen.

## Spielprinzip und Technik
Die Spielwelt besteht aus 48 in einer 8x6-Matrix miteinander verbundenen Räumen, die von der Seite in 2D dargestellt werden. Die Randräume sind auf der X-Achse miteinander verbunden, sodass sich als Spielwelt effektiv ein Zylinder ergibt. In jedem Raum befinden sich Gegner, die der Spieler beim Bewegen durch die Räume nicht berühren darf, da er sonst eines seiner zu Beginn zehn Leben verliert. Ebenfalls tödlich sind Lasersperren, der Fall aus großer Höhe sowie der Fall in den unter dem Gebäude befindlichen Fluss, wobei sich der Spieler in letzterem Fall durch das Aufsammeln einer Druckluftflasche wappnen kann. Weiterhin verliert Dynamite Dan kontinuierlich Energie, die durch das Aufsammeln von zufällig verstreuten Lebensmitteln aufgefrischt werden kann. Zufällig verteilte Reagenzgläser gewähren dem Spieler zusätzliche Leben.
Die Hintergrundmusik beim Programmstart und im Optionsmenü ist eine Coverversion der Klaviersonate Nr. 11 in A-Dur von Wolfgang Amadeus Mozart.

## Entwicklungs- und Veröffentlichungsgeschichte
Rod Bowkett, der für Programmierung, Grafik und Sound des Spiels verantwortlich zeichnete, war vor und nach seiner Zeit bei Mirrorsoft als Musiker tätig, unter anderem als Keyboarder der Progressive-Rock-Band Stackridge und als Songwriter und Produzent von Quincy Jones und Diana Ross.
Zur Veröffentlichung von Dynamite Dan veranstaltete Mirrorsoft ein Gewinnspiel: Nach erfolgreichem Absolvieren des Spiels bekam man einen zu dechiffrierenden Code und eine Telefonnummer. Der Spieler, der die Firma als erstes telefonisch kontaktiere und dabei den Titel des Musikstück am Ende des Spiels nenne, sollte einen Flug mit einem Prallluftschiff gewinnen.
1986 veröffentlichte Mirrorsoft mit Dynamite Dan 2 einen Nachfolger für ZX Spectrum und Amstrad CPC.

## Rezeption
Das britische Crash-Magazin hob die Gestaltung der Spielwelt hervor, die „eines der klassisch-elegantesten Gebäude der Spielgeschichte“ darstelle. Die Zeitschrift lobte Grafik, Klanguntermalung und die Ausgestaltung des Spielprinzips – Dynamite Dan übertreffe dabei den Genrepionier Jet Set Willy in jeder Hinsicht. Sinclair User verglich Dynamite Dan genau wie Crash mit Jet Set Willy, wobei letzteres deutlich schlechter abschneide. Dynamite Dan sei „entsetzlich süchtig machend“ und weise perfekte Spielgrafik auf. Redakteur Bill Scolding kritisierte lediglich die Musik als „irritierend“, vergab aber dennoch die Höchstnote für „das Plattformspiel des Sommers“. Das Zzap!64-Magazin bewertete die C64-Portierung des Spiels als solide Umsetzung, die den Charme und Humor des ZX-Spectrum-Originals beinehalte, aber den größeren technischen Fähigkeiten des C64 insbesondere in punkto Musik nicht gerecht werde.
Bei den „1985 Crash Readers Awards“ wurde Dynamite Dan zum „Best Platform Game“ gewählt.